# Cyrtarachne ixoides
Espèce
Synonymes
- Peltosoma ixoides Simon, 1870
- Peltosoma tuberculiferum Simon, 1870
- Peniza europaea Ausserer, 1871

Cyrtarachne ixoides est une espèce d'araignées aranéomorphes de la famille des Araneidae.

## Distribution
Cette espèce se rencontre dans le bassin méditerranéen, au Caucase, en Afrique du Sud et à Madagascar.
Elle a été observée dans l'ouest de l'écozone paléarctique : au Portugal,, en Espagne y compris aux îles Baléares, en France en Provence, et en Corse, en Italie,, dans les Balkans, en Croatie, en Grèce, en Turquie, en Israël, en Géorgie, dans le sud de la Russie et en Algérie.
Ainsi qu'à Madagascar, à La Réunion et en Afrique du Sud.

## Habitat
Cette espèce affectionne les buissons et les haies en friche et peut se rencontrer à proximité des marais et sur les berges.
Elle se rencontre en milieu anthropisé dans les haies de noisetiers ou de Prunus lusitanica et dans les pistachiers.

## Description

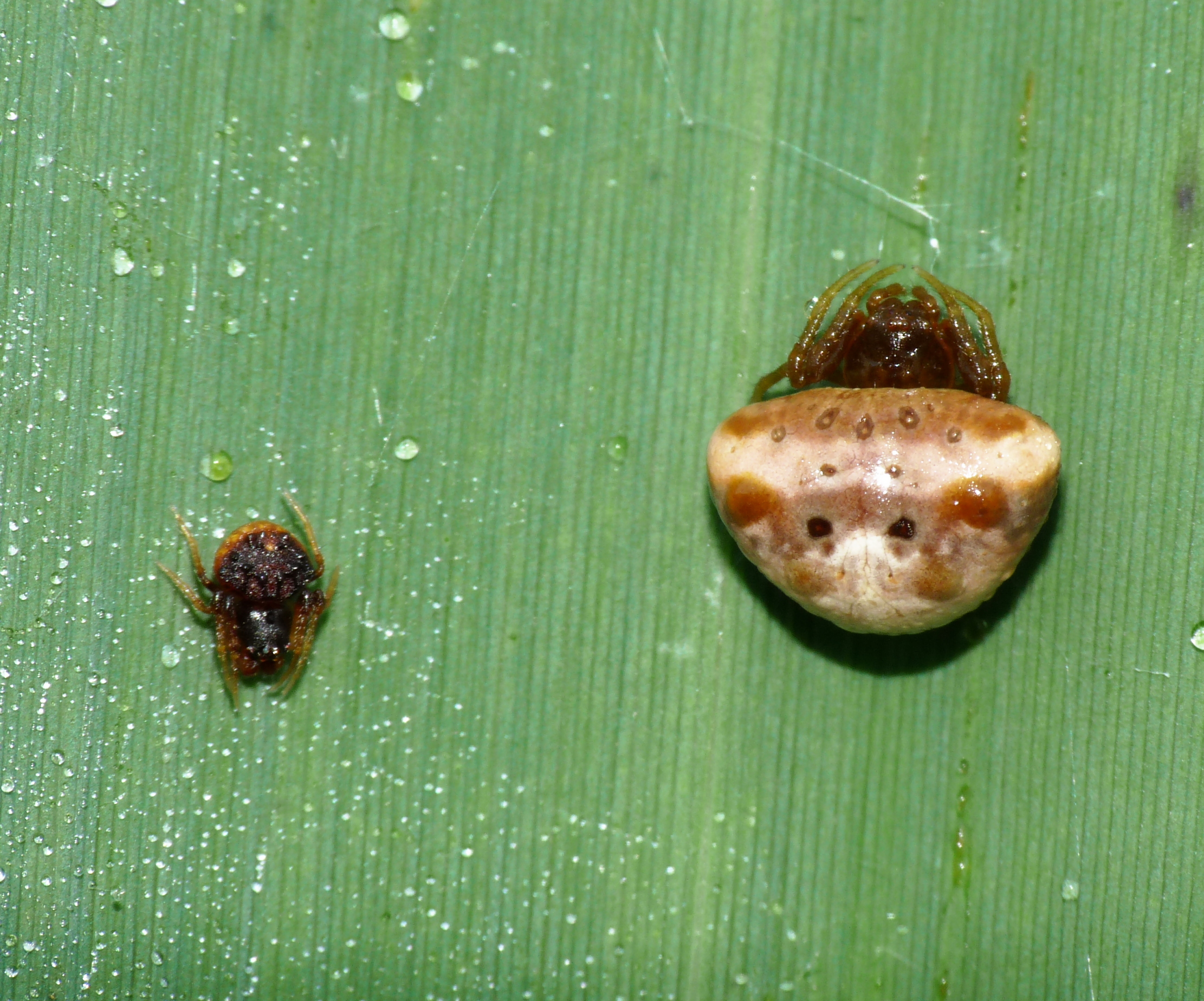
Cyrtarachne ixoides (mâle à gauche, femelle à droite)

La femelle holotype mesure 4,3 mm.
Le mâle mesure 2,1 mm et les femelles de 6,4 à 7 mm

### Description de la femelle

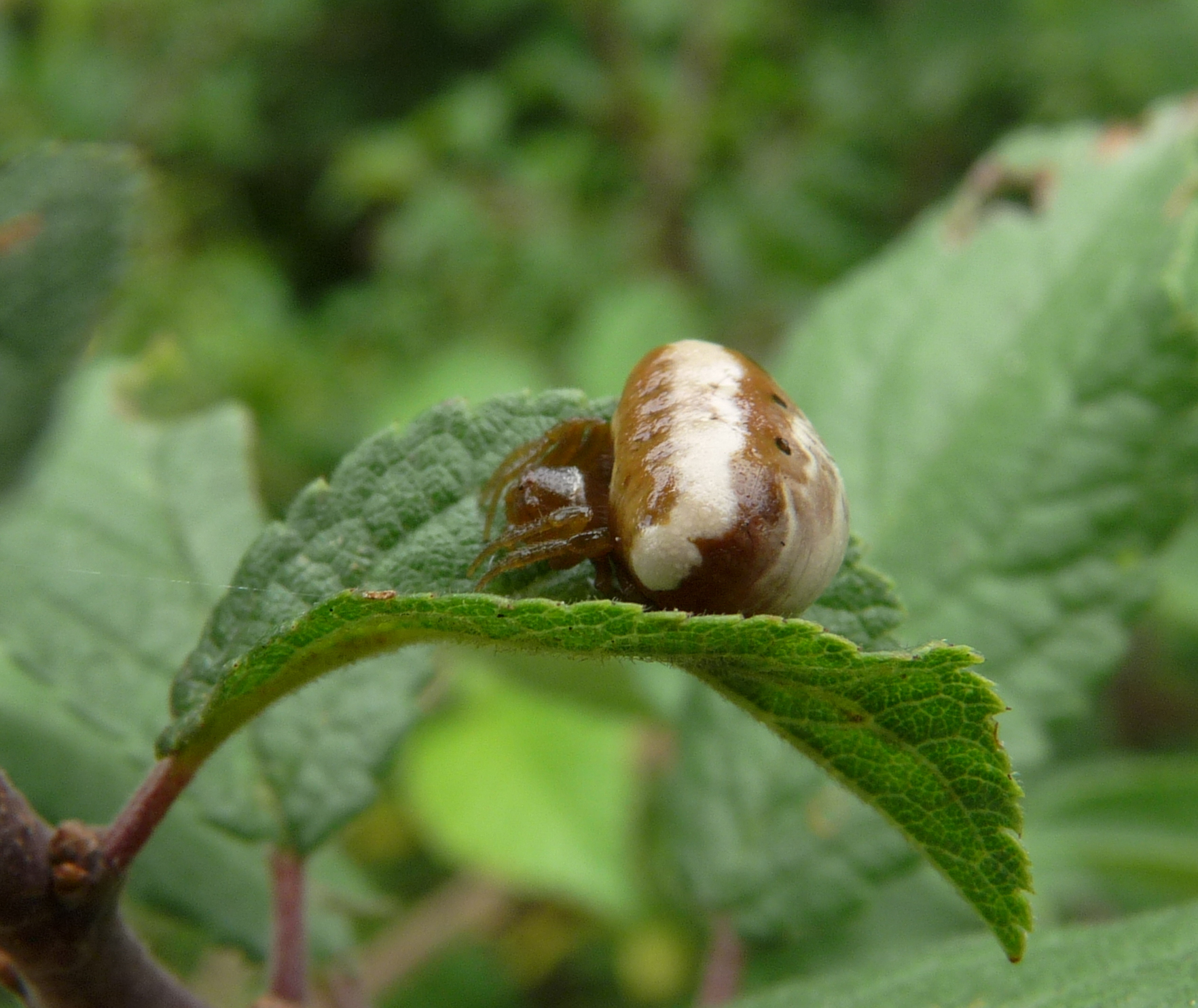
Cyrtarachne ixoides ♀

La partie thoracique du céphalothorax est difficile à observer car caché par un épais bourrelet fait par l'abdomen. La face n'est pas très large. Elle est arrondie et plus élevée dans le milieu que sur les côtés.
Le carré oculaire est relativement grand et régulier. Les yeux supérieurs du carré sont placés obliquement sur le sommet du front. Les yeux antérieurs sont verticaux et séparés des chélicères d'une largeur égale à leur diamètre. Les yeux latéraux sont très petits.
Les chélicères et les pattes-mâchoire (pédipalpes) sont jaune vif.

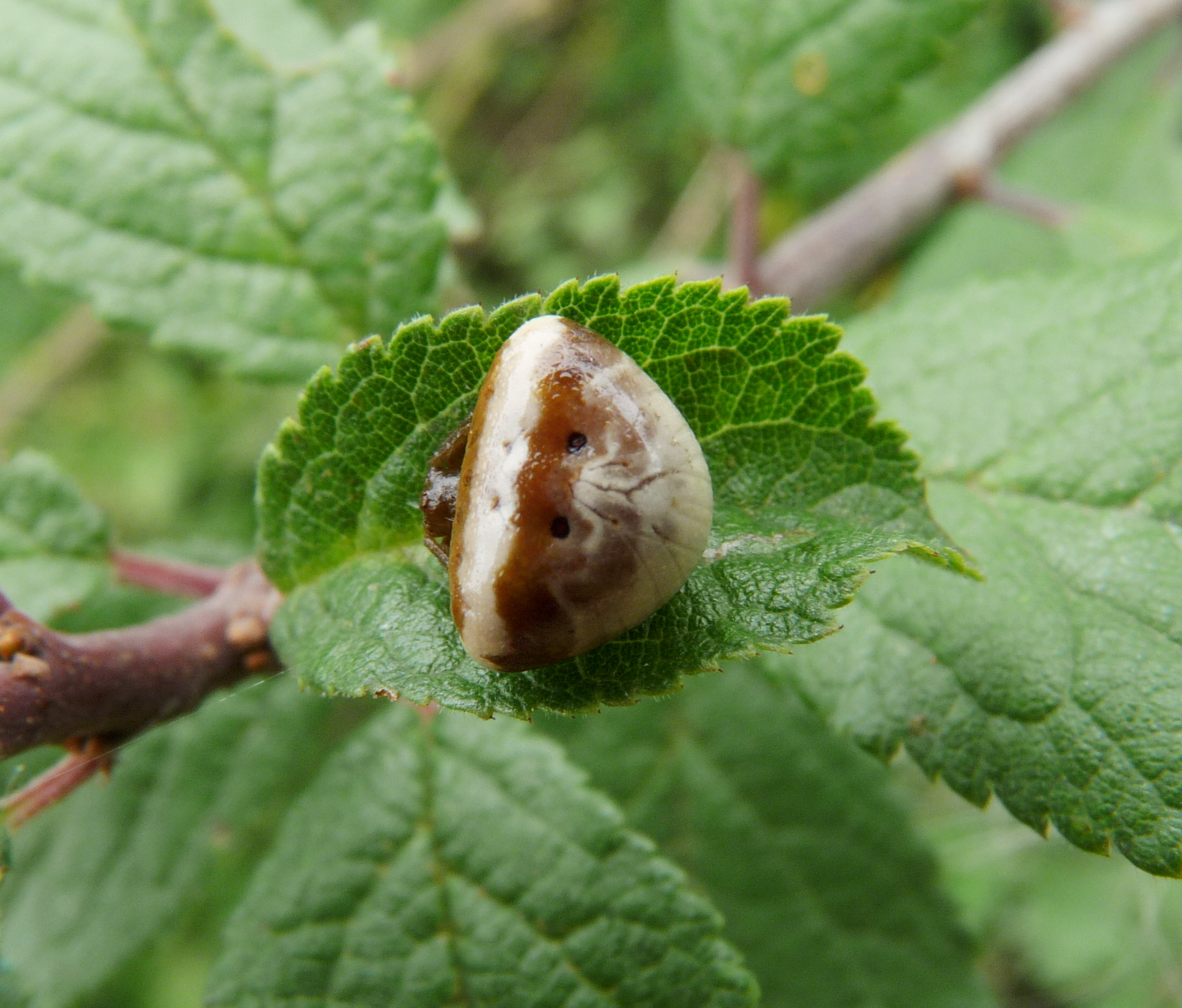
Cyrtarachne ixoides ♀

L'abdomen, plus large que long, est triangulaire aux angles fortement obtus, surtout celui du sommet qui est en arrière. Le côté de la base est dilaté et arqué en avant. C'est cette dilatation qui couvre le corselet et s'avance jusqu'au bord du front. Le derme est épais, glabre et brillant comme s'il était vernis. Sa couleur est fauve-rouge. Il présente une simple ligne médiane plus foncée, divisée en arrière en deux paires de ramifications qui descendent obliquement. Cinq petites excavations ou fossettes-calleuses sont présentes sur le bord antérieur. Elles sont équidistantes et forment une ligne droite, sauf celle du milieu qui est un peu plus reculée. Quatre autres fossettes sont disposées en carré sur le milieu du dos : la paire antérieure est plus petite et plus rapprochée que la postérieure. Un petit disque coriacé, criblé de points foncés et au milieu duquel s'élève un tubercule arrondi et lisse, est présent au fond de chaque fossette. Le ventre est de même teinte que le dos. Il présente de nombreux plis circulaires. Les filières occupent le centre.
Les pattes sont d'un jaune vif, très fines et dépourvues d'épines mais garnies de longues soies blanches.
Une caractéristique de Cyrtarachne ixodoides est la grande variabilité spécifique des femelles (qui a par exemple amené Eugène Simon à croire faussement à l’existence de deux espèces distinctes coexistant en Corse) séparées par des différences d'écartement des yeux médians. De plus, d'une femelle à l'autre, les tubercules et le décor scutal changent énormément. De rares spécimens (moins de 5 % des observations) sont uniformément très sombres avec un abdomen bossué.

### Description du mâle

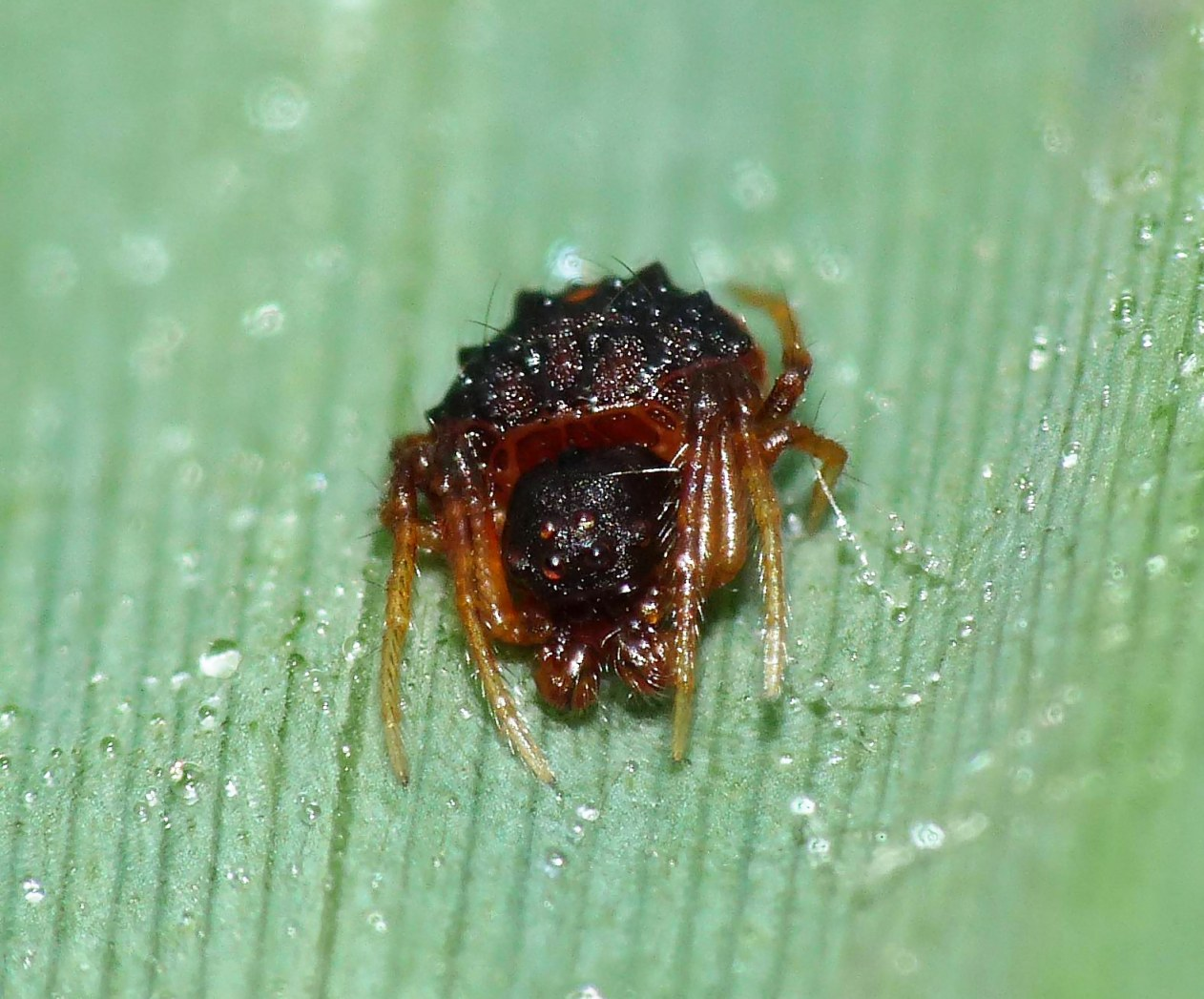
Cyrtarachne ixoides ♂

Le céphalothorax est convexe à la surface rougeâtre chagrinée et avec des flancs légèrement rembrunis. Il ne possède que quelques poils dorso-médians ou latéraux disposés symétriquement. 
Les yeux médians sont plus gros que les yeux latéraux, ces derniers étant légèrement proéminents.
Le Tibia, le basitarse et le tarse des pattes P1 et P2 sont munis intérieurement d'une rangée de longues épines.
Le bulbe copulateur est globuleux avec un paracymbium en crochet recourbé. Il présente un style très long et incurvé et son extrémité s’appuie sur une apophyse claviforme saillante en dessous de laquelle se trouve une pièce chitineuse en forme de griffe (apophyse médiane).
Le scutum abdominal est peu convexe, coriacé rugueux, rouge brunâtre, et sa surface est couverte d'un réseau d'alvéoles plus ou moins vermiculées. Le réseau sigillaire est peu apparent avec un sigille impair médian dans la ligne antérieure (qui caractérise les Cyrtarachninae). Une ligne recurvée de 6 petits tubercules arrondis est présente entre la ligne de sigilla antérieurs et le trapèze sigillaire médian et deux tubercules latéraux plus gros sont placés en arrière de ce trapèze. En outre, quelques tubercules plus petits sont présents dans les intervalles. Tous ces tubercules portent chacun une soie sensillaire à base aréolée, ce qui constitue la seule pilosité du scutum.

## Comportement
Cyrtarachne ixoides construit une toile tridimensionnelle à cadre horizontal  qui n'est visible qu’au matin avant d’être brassée par l'araignée qui reste ensuite inactive de 9 h du matin à 9 h du soir. Il semble que l'araignée reste fidèle a son buisson voire à sa feuille refuge.
Cyrtarachne ixoides présente une couleur cryptique et un mimétisme en fiente d'oiseau,, qui la rend difficile à observer et a pu conduire certains auteurs à la considérer comme rare.
En France, cette espèce est présente de fin juin à début octobre avec une présence des mâles de fin juin à mi-juillet. Une ponte principale a lieu mi-août et une ponte secondaire en septembre.

### Toile

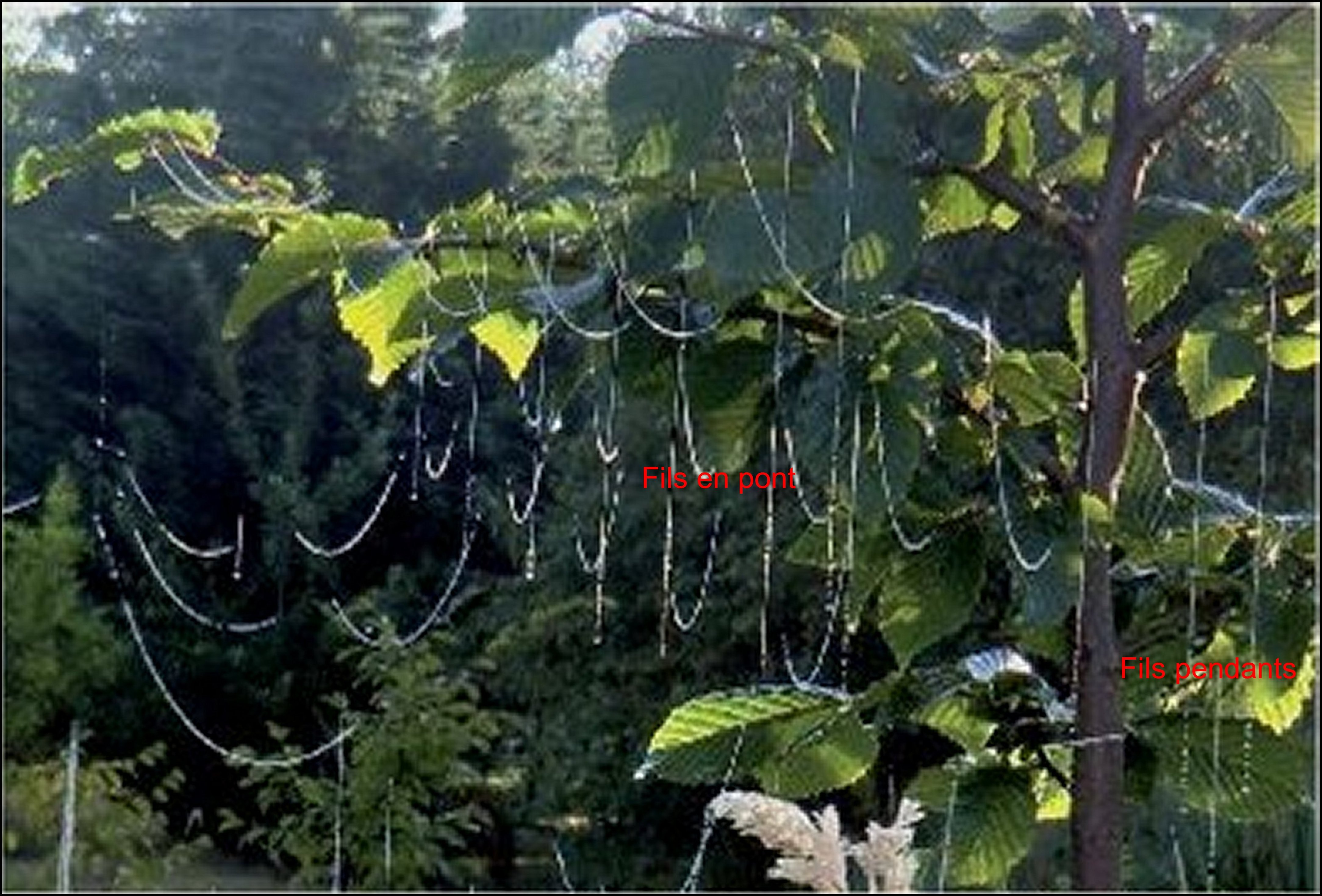
Toile

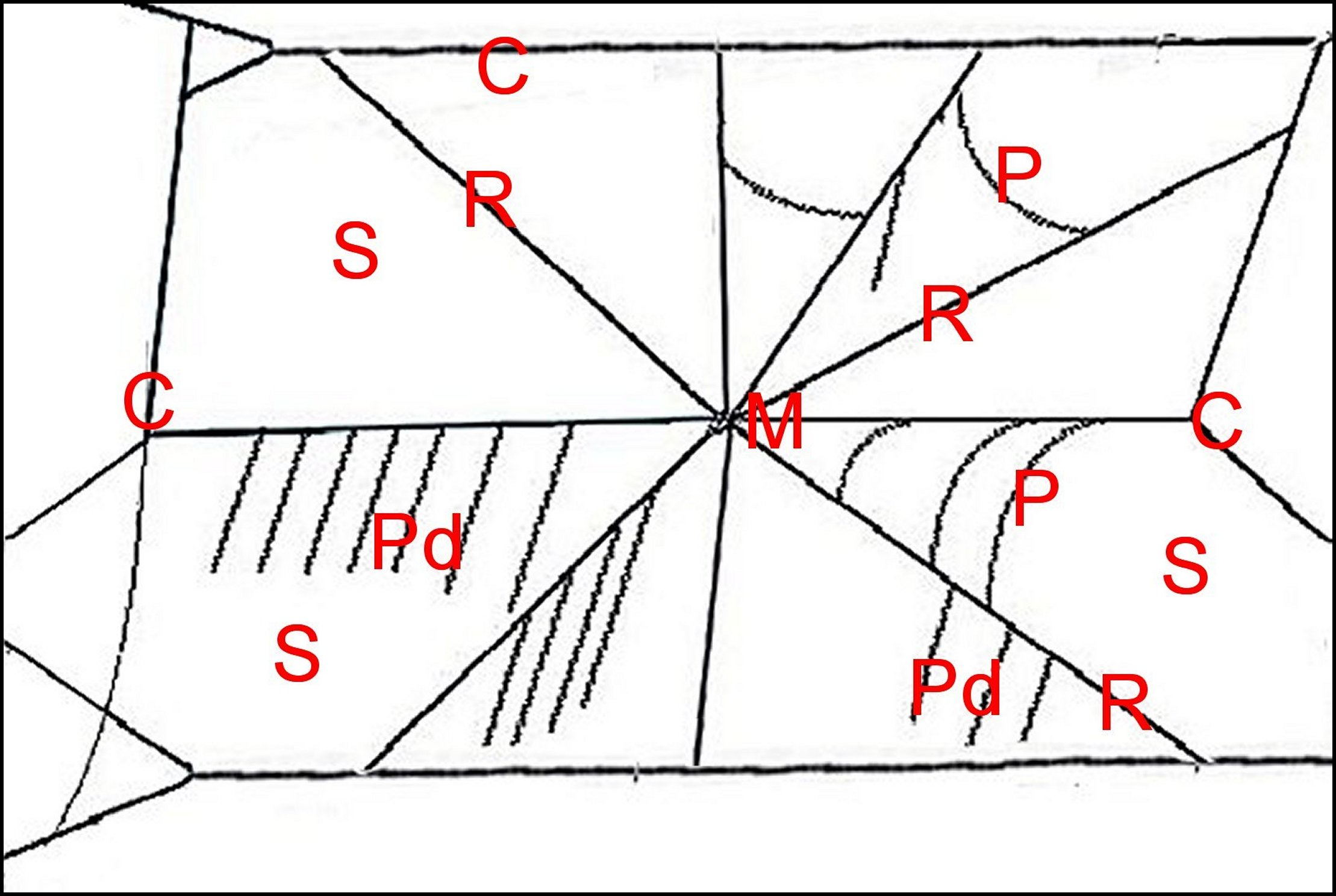
schéma de la toile

Cyrtarachne ixoides construit une toile orbiculaire.
La toile est construite entre deux éléments d'une haie ou dans les arbres à une hauteur comprise entre 1 et 2 m mais pouvant atteindre 3 à 4 m.
La toile se compose d’un cadre dans lequel s'inscrit un ensemble rayonnant auquel sont associés des fils pièges. Deux structures parallèles, sortes de tendeurs, éloignées de 30 à 60 cm dans un plan généralement horizontal, constituent les bords principaux du cadre. Celui-ci est plus ou moins allongé et s’attache typiquement à quatre supports. Les tendeurs sont constitués de fils plus ou moins accolés et fixés aux extrémités en plusieurs points d’attache. L’ensemble rayonnant est tissé dans ce cadre. Les rayons, huit à dix en général, convergent vers un moyeu renforcé de soie plus dense. Ils supportent une sorte de fil spiral constitué de quelques fils pièges (trois à cinq, parfois plus), rattachés par leurs extrémités à deux rayons successifs, qui forment des arceaux sous la toile. En complément, des séries de un à cinq fils pièges, longs de 5 à 15 cm et fixés aux rayons, pendent verticalement sous la toile. Le brouillard dépose des gouttelettes le long de ces seuls fils pièges très gluants, le reste de la toile restant peu visible.
La forme type comporte des variantes liées à la disponibilité de points d’attache situés à une distance inférieure à 6 m. Le cadre peut n’avoir que trois ancrages avec une forme triangulaire, ou, très exceptionnellement, cinq attaches.
Dans les arbres, le cadre atteint plusieurs mètres et l’ensemble rayonnant atteint environ un mètre de diamètre. 
Il est probable que l'horizontalité du cadre permette une meilleure fonctionnalité des arceaux gluants et que la structure globale volumique de la toile soit la plus adaptée au vol particulier des insectes à capturer.
Une nouvelle toile est tissée chaque nuit mais il peut y avoir des interruptions.
L'araignée rejoint lentement l'ensemble rayonnant entre 7 et 8 h du matin et relève sa toile par brassage. La récupération du piège a lieu même en l’absence de proie apparente.

### Alimentation
Cyrtarachne ixoides se nourrit des petits insectes peu vigoureux qu'elle capture dans sa toile et qu'elle récupère par brassage. Après la récolte, elle s'installe sous une feuille pour les consommer. Les proies capturées, d'une taille de 1 à 2 mm, sont des micro-lépidoptères, de petits homoptères et de petits diptères comme les Cécidomyiidés (dyptères nematocères).

### Reproduction
Cyrtarachne ixoides construit un cocon papyracé en forme de fuseau effilé et étroit. D'une couleur jaune pâlissant avec le temps ou jaune paille, il mesure de 2 à 3 cm de long et est souvent suspendus de 0,5 à 1 m du sol dans le buisson où vit l'araignée. Le fuseau est prolongé vers le haut par un pédoncule, de longueur voisine de celle du fuseau, qui rejoint deux attaches sub-horizontales avec un renfort à la jonction des trois éléments. Le cocon est fabriqué durant la nuit. Chaque femelle produit deux à trois cocons à quelques semaines d'intervalle.

## Systématique et taxinomie
Cette espèce a été décrite sous le protonyme Peltosoma ixoides par l'arachnologue français Eugène Simon en 1870. Elle est placée dans le genre Cyrtarachne par Simon en 1929.
Peltosoma tuberculiferum et Peniza europaea ont été placées en synonymie par Simon en 1929.

## Publication originale
- Simon, 1870 : « Aranéides nouveaux ou peu connus du midi de l'Europe. » Mémoires de la Société Royale des sciences de Liège, sér. 2, vol. 3, p. 271-358 (texte intégral).